# Cha

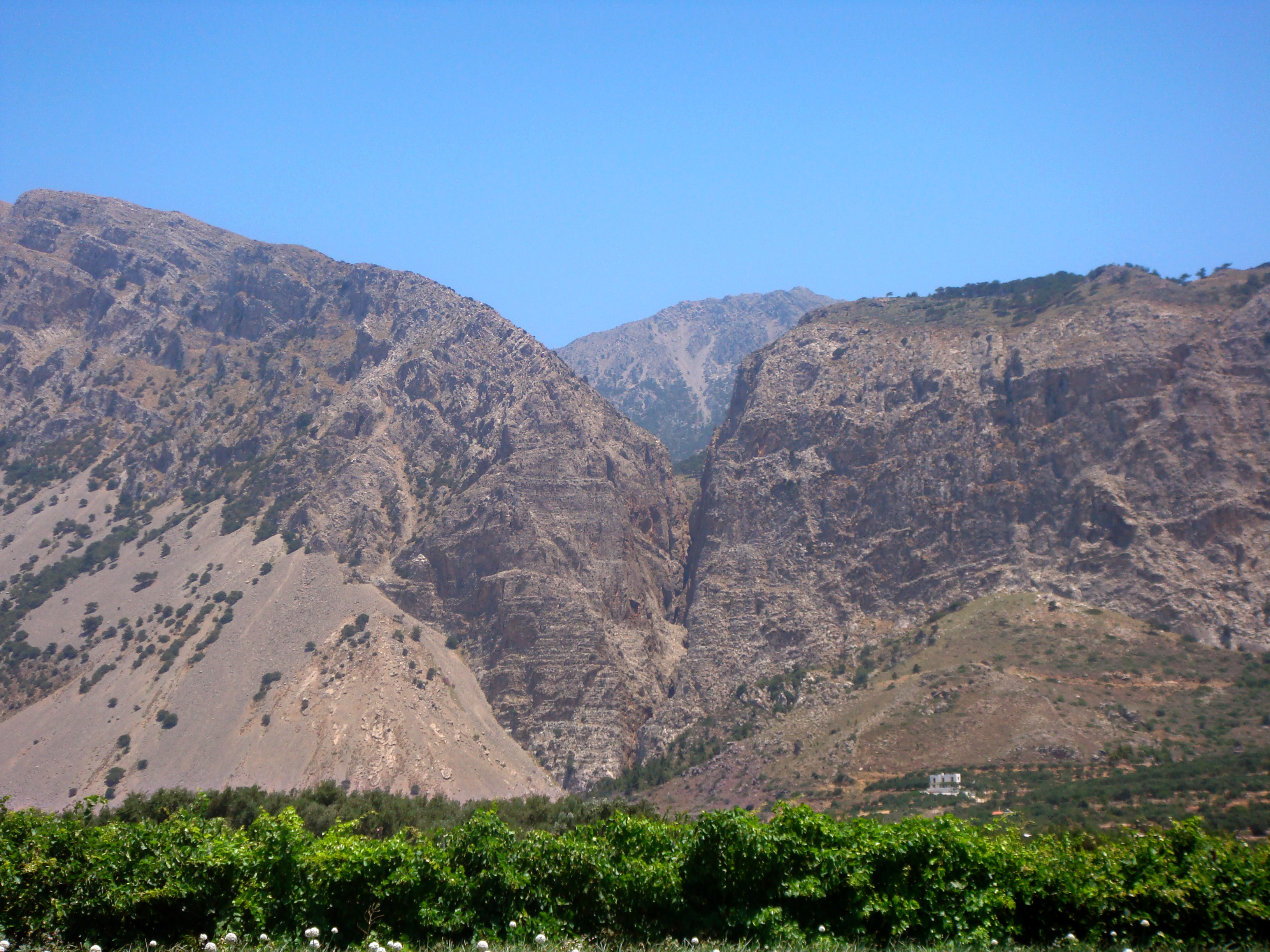
Vollsicht auf Cha

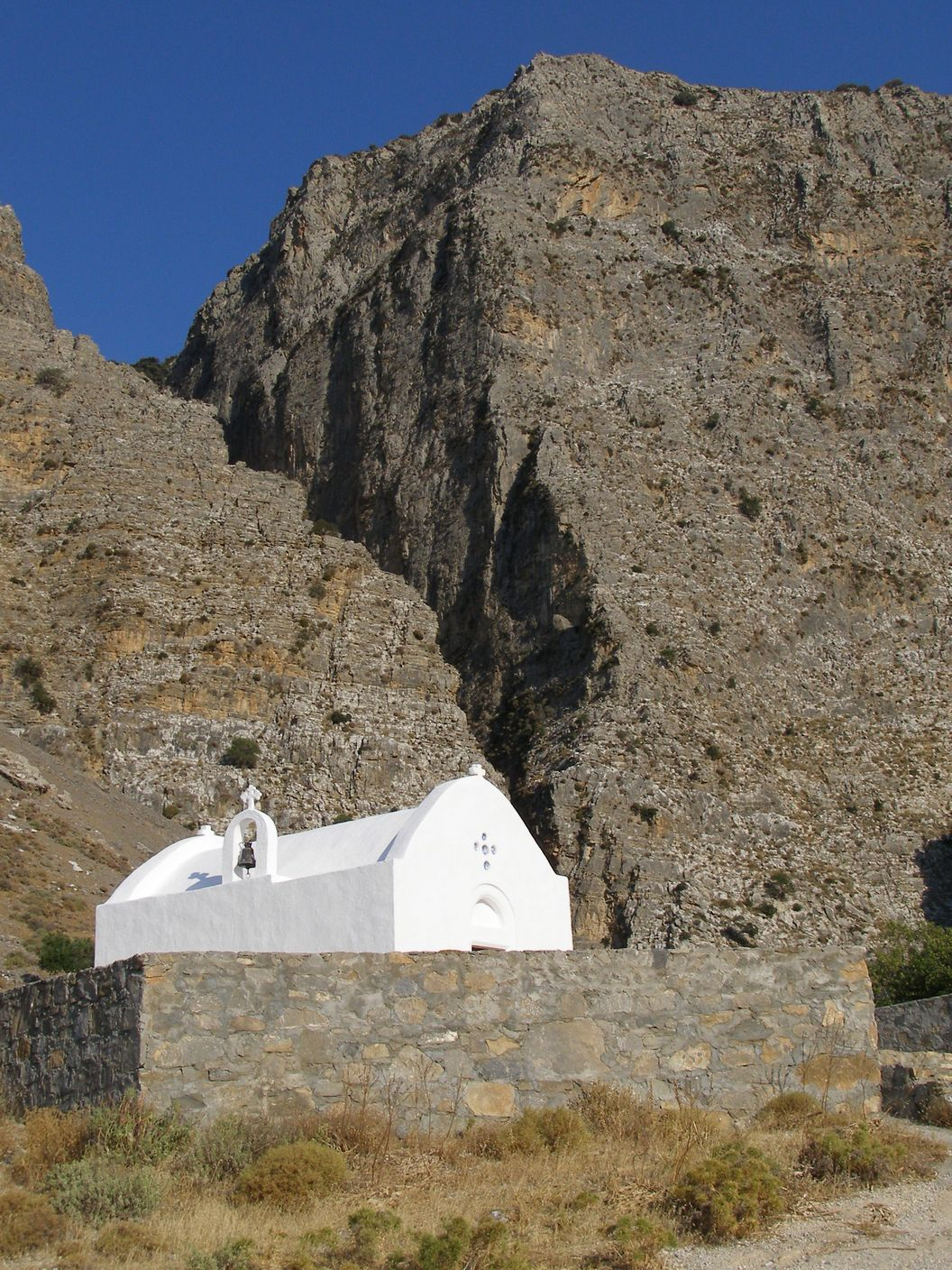
Die Cha-Schlucht in Ostkreta

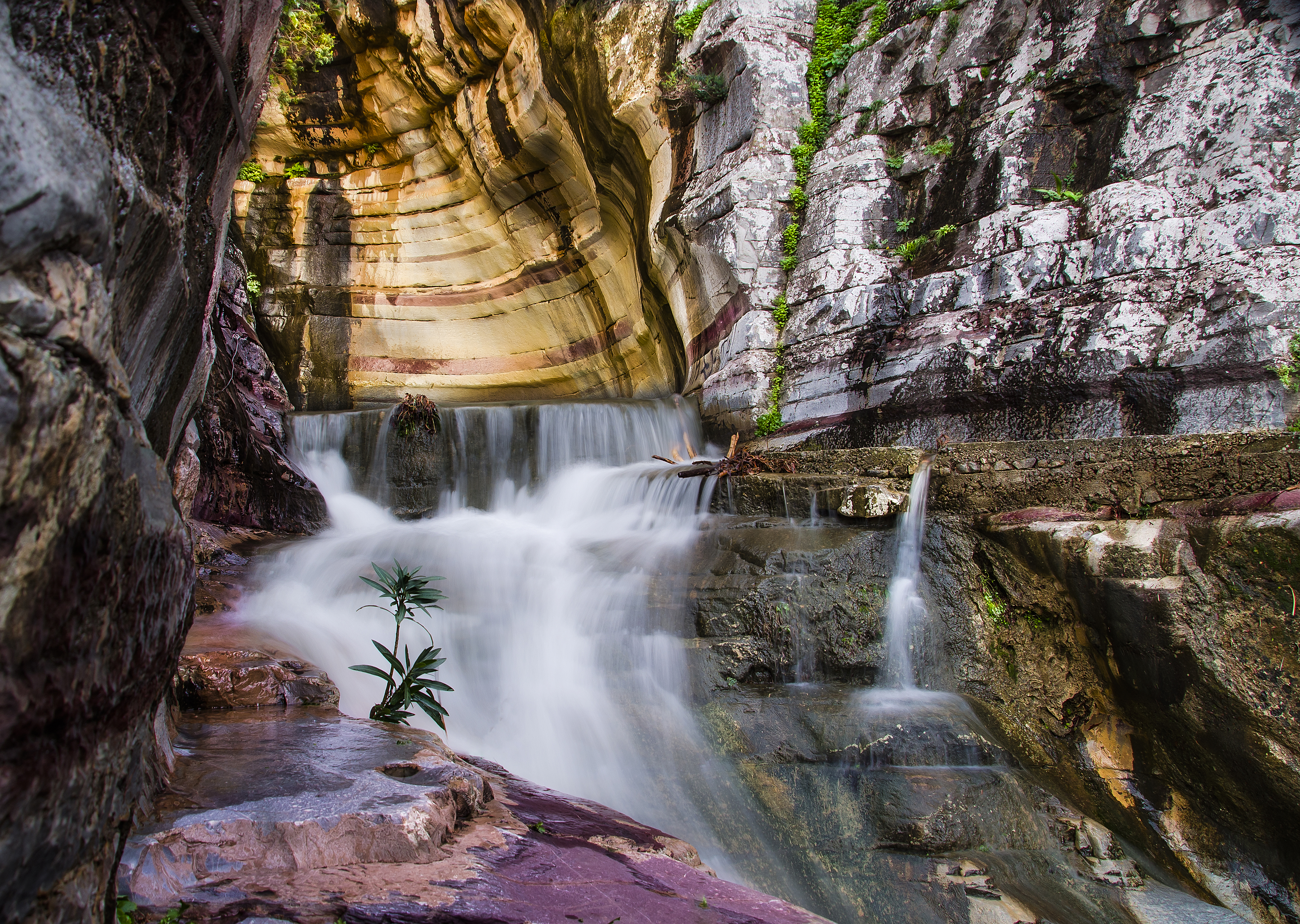
Detailaufnahme des Schluchtausgangs

Cha (griechisch Χα, teilweise auch als Ha gelistet) ist der Name einer nicht begehbaren Schlucht in Ostkreta. Er leitet sich ab vom griechischen Wort für „Echo / Schall“ (ηχώ). Oberhalb der Nordseite des westlichen Schluchtausgangs befindet sich die archäologische Stätte Katalymata.

## Lage
Die Cha-Schlucht zieht sich östlich der Landenge zwischen Pachia Ammos und Ierapetra bis auf fast 800 Meter Höhe Richtung Thrypti-Gebirge. Sie ist eine der wenigen Schluchten Kretas, die nicht in Nord-Süd-, sondern in Ost-West-Richtung verläuft.

## Beschaffenheit
Geologisch ist ihr Entstehen nicht durch die Erosion durch fließendes Wasser, sondern durch einen tektonischen Bruch bedingt. Die Cha-Schlucht ist der größte tektonische Bruch Europas. Ihr unterer Ausgang ist ein tiefer Einschnitt im Fels, in dem das Wasser im Winter in Kaskaden von Wasserfällen in die Tiefe stürzt und Becken und bizarre Formen in den Fels geschliffen hat. Am Schluchtausgang befinden sich eine Kapelle und die Reste von zwei Horizontalrad-Wassermühlen, typisch für Bäche mit stark wechselndem Wasserstand im östlichen Mittelmeerraum (mehr dazu siehe unter Myrthios). Wanderer können den oberen Teil der Schlucht von der zementierten Zufahrtsstraße nach Thrypti aus erreichen.